# Trnové Pole
Trnové Pole là một làng thuộc huyện Znojmo, vùng Jihomoravský, Cộng hòa Séc.